# Фастида
Фастида — король гепидов, правивший в III веке.
О Фастиде сообщается в трактате «О происхождении и деяниях гетов» Иордана. По сообщению историка VI века, король гепидов «поднял своё неповоротливое племя и расширил оружием пределы своей родины». Так он почти полностью истребил бургундов и покорил «многочисленные другие племена». Затем Фастида, «нарушив союз кровного родства», направил послов к королю готов Остроготе с требованием либо отдать свои земли, либо готовиться к войне. Вблизи города Гальтис, находившегося у реки Ауха (возможно, Олт), разыгралась битва между гепидами и готами, по итогу которой Фастида был вынужден отступить.
По замечанию советского медиевиста Е. Ч. Скржинской, сообщение Иордана о практически полном уничтожении бургундов является явно ошибочным, так как они неоднократно упоминаются при описании дальнейших событий. Под «многочисленными другими племенами» можно предположить венетов, обитавших по Висле и в предгорьях Карпат, чьи земли гепиды миновали в середине III века. А неудачное для гепидов сражение с готами состоялось около 290 года. Российские исследователи О. В. Шаров и И. А. Бажан посчитали, что при описании столкновения гепидов с бургундами имеются в виду восточные бургунды, часть из которых ушла затем вместе с гепидами к Чёрному морю.